# باولو روفيني
باولو روفيني هو عالم رياضيات و فيلسوف إيطالي. ولد في 22 شتنبر عام 1765 و توفي في العاشر من ماي عام 1822.
في عام 1788، تحصل على درجات جامعية في الفلسفة و الطب و الجراحة و الرياضيات. من بين أعماله برهان غير كامل لمبرهنة أبيل-روفيني و التي تنص على عدم إمكانية حلحلة المعادلات على شكل دوال حدودية من الدرجة الخامسة فما فوق بالجذور. عمل أيضا في قسمة الدوال الحدودية كما كان له مشاركات في نظرية الزمر والاحتمالات و غيرهما.
مارس تدريس الرياضيات في جامعة مودينا كما مارس الطب و درس وباء التيفوس.

## نظرية الزمر
مثل عمل روفيني عام 1799 تطورا مهما في نظرية الزمر.

## روابط خارجية
- باولو روفيني على موقع الموسوعة البريطانية (الإنجليزية)